# Dialectica aemula
Dialectica aemula är en fjärilsart som först beskrevs av Edward Meyrick 1916.  Dialectica aemula ingår i släktet Dialectica och familjen styltmalar.
Artens utbredningsområde är Nepal. Inga underarter finns listade i Catalogue of Life.